# ۱۰ تیشری
۱۰ تیشری - از آغاز سال در گاه‌شماری عبری ۱۰ روز گذشته و به پایان آن ۳۵۵ روز (در سال عادی) یا ۳۵۶ روز (در سال کبیسه) مانده است. 

## رویدادها
- یوم کیپور یا روش‌هشنه عیدی است که نمود شروع سال نو عبری است.

## همچنین ببینید
- تیشری